# 라미네이션

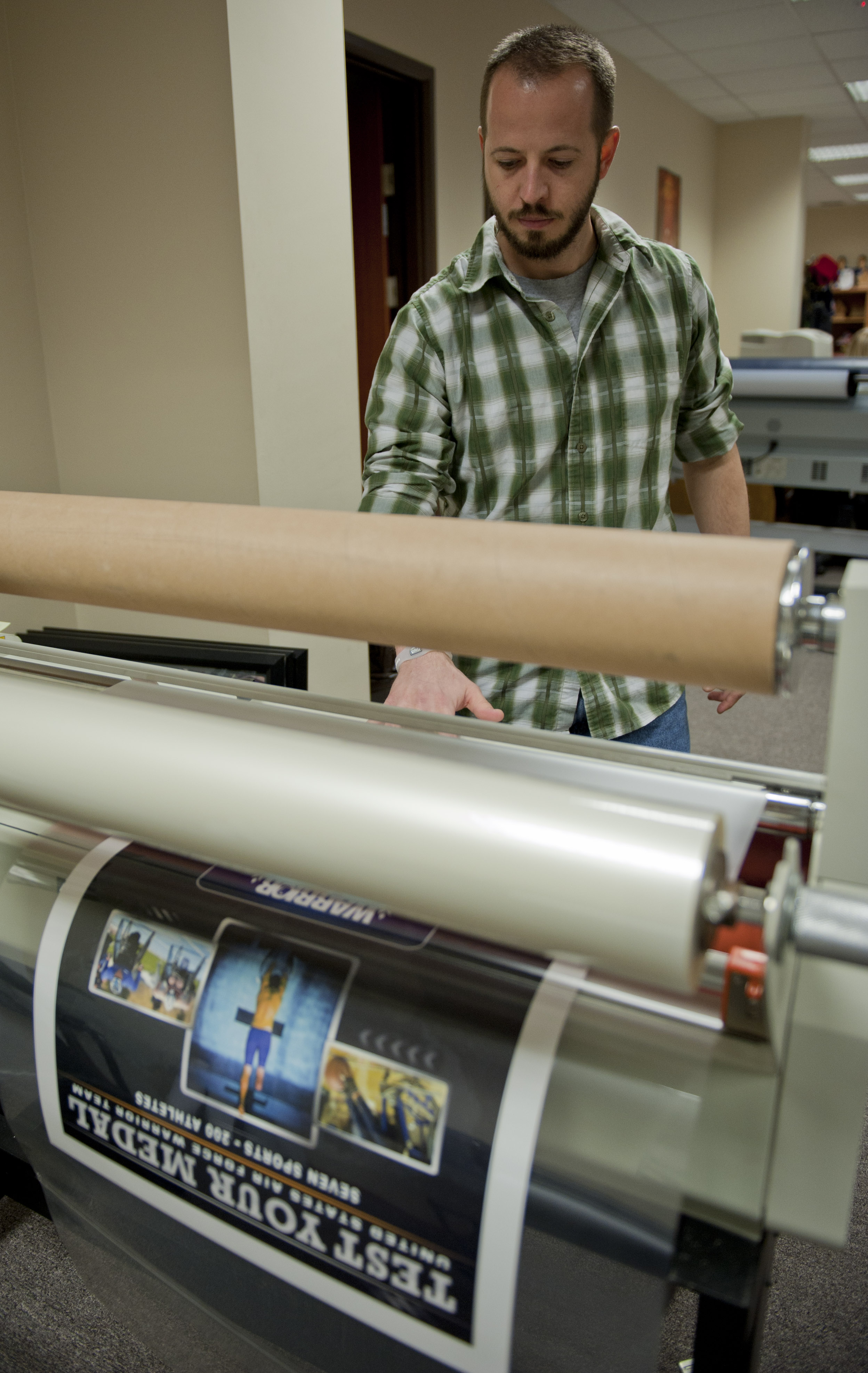
포스터를 라미네이팅하는 장면

라미네이션이란 대상이 되는 물체에 1겹 이상의 얇은 레이어를 덧씌워 표면을 보호하고 강도와 안정성을 높이는 기술을 말한다. 영어로는 lamination이지만 업계에서는 주로 라미네이팅으로도 많이 쓰며, 일상적으로는 코팅이라는 표현을 더 많이 쓴다.
일반인들에게는 종이를 비닐 재질로 코팅하는 수단으로 널리 알려져 있지만, 라미네이션은 얇은 재질을 다루는 기술이기 때문에 초박형 디스플레이, 터치스크린 및 인쇄전자 등, 소형화를 추구하는 첨단 산업에 필수적으로 사용되는 정밀 기술이다.
라미네이션 기술은 2014년 10월 애플에서 발표된 최신형 아이맥에서 LCD 패널과 커버 글래스 사이 공간을 없애는데 사용되기도 했다. 이는 디스플레이를 훨씬 얇게 하고 빛 반사를 줄여 색감을 살려주는 역할을 한다.

## 개요

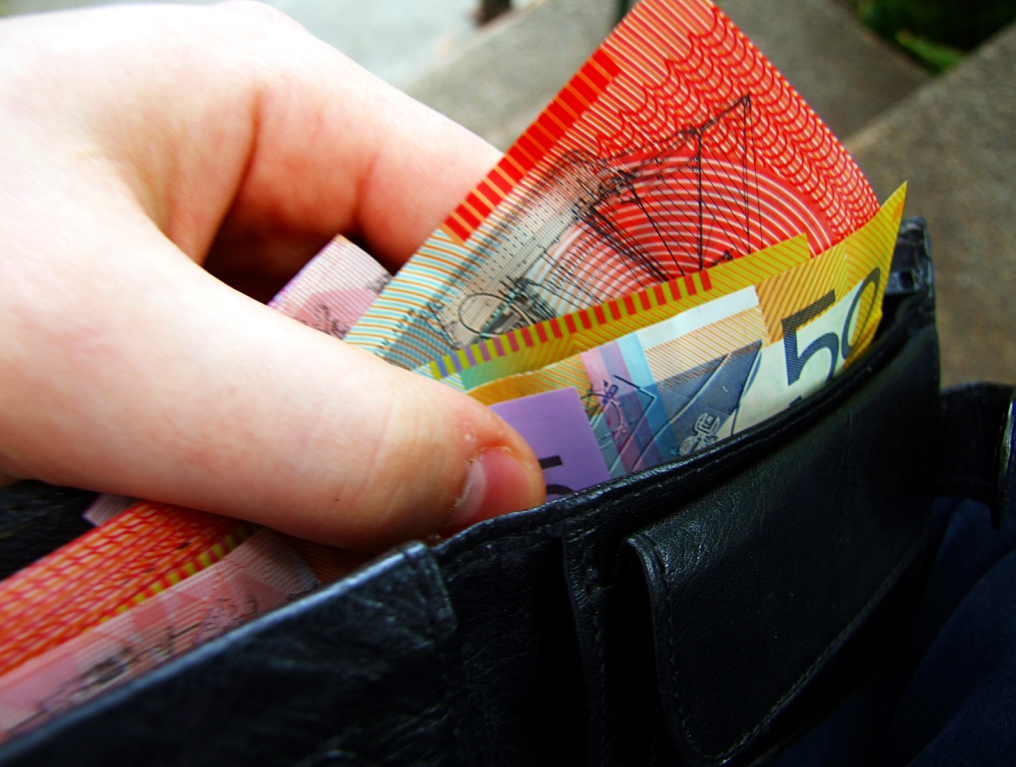
플라스틱 재질로 만들어진 호주의 지폐

라미네이션 프로세스는, 라미네이션하는 대상의 종류에 따라 다양한 방식이 있다. 인쇄물의 표지, 문서, 사진, 신분증 등 각종 출력물의 표면을 비닐 소재로 코팅하는 것이 대표적인 예다. 그 외에도 인테리어 소재를 비롯, 렌즈 표면의 반사방지 코팅, 특수 유리 제작 등 다방면에 라미네이션 기술이 쓰인다.
2014년 발표된 애플의 새 아이맥에서는 LCD 패널과 커버 글래스 사이 공간을 없애는데 라미네이션 공법을 이용했고, 그 결과 디스플레이가 더 얇아졌을 뿐 아니라 LCD 패널 및 디스플레이의 커버 글래스 뒷면에서 발생되던 빛 반사가 사라져버리는 효과를 얻었다.
호주의 지폐는 종이가 아닌 얇은 플라스틱으로 만들어져 있는데, 이 역시 라미네이션 기술이 사용된 것이다.

## 역사
라미네이션은 본래 문서의 장기보존 및 위변조를 막기 위해 미국에서 1950년에 처음 개발되었다. 그 후 독일, 영국, 일본 등의 선진국을 중심으로 널리 보급되었다. 대한민국에는 1980년대에 문방구를 중심으로 라미네이터가 널리 보급되어, 사진 등을 코팅하여 책받침으로 쓰는 것이 유행이었던 적이 있다. 2000년 이후에는 라미네이션이 각종 첨단 산업에 필요한 필수 공정으로 새롭게 각광받고 있다.

## 기술의 특성
라미네이션 프로세스는 라미네이터로 불리는 장비로 뜨거운 온도와 압력을 가하여, 코팅 재질을 대상이 되는 물체에 단단히 점착시키는 방식으로 요약할 수 있다. 라미네이터는 히터 표면 온도가 균일도하게 유지되어야 하며, 진공 유지를 통해 기포 발생을 막는 것, 그리고 압력 제어 등을 정밀하게 컨트롤할 수 있어야 하는 장비다. 라미네이터 제작은 공정을 자동화하기가 어려워 기술집약적, 노동집약적인 산업으로 알려져 있다.

## 첨단산업의 응용

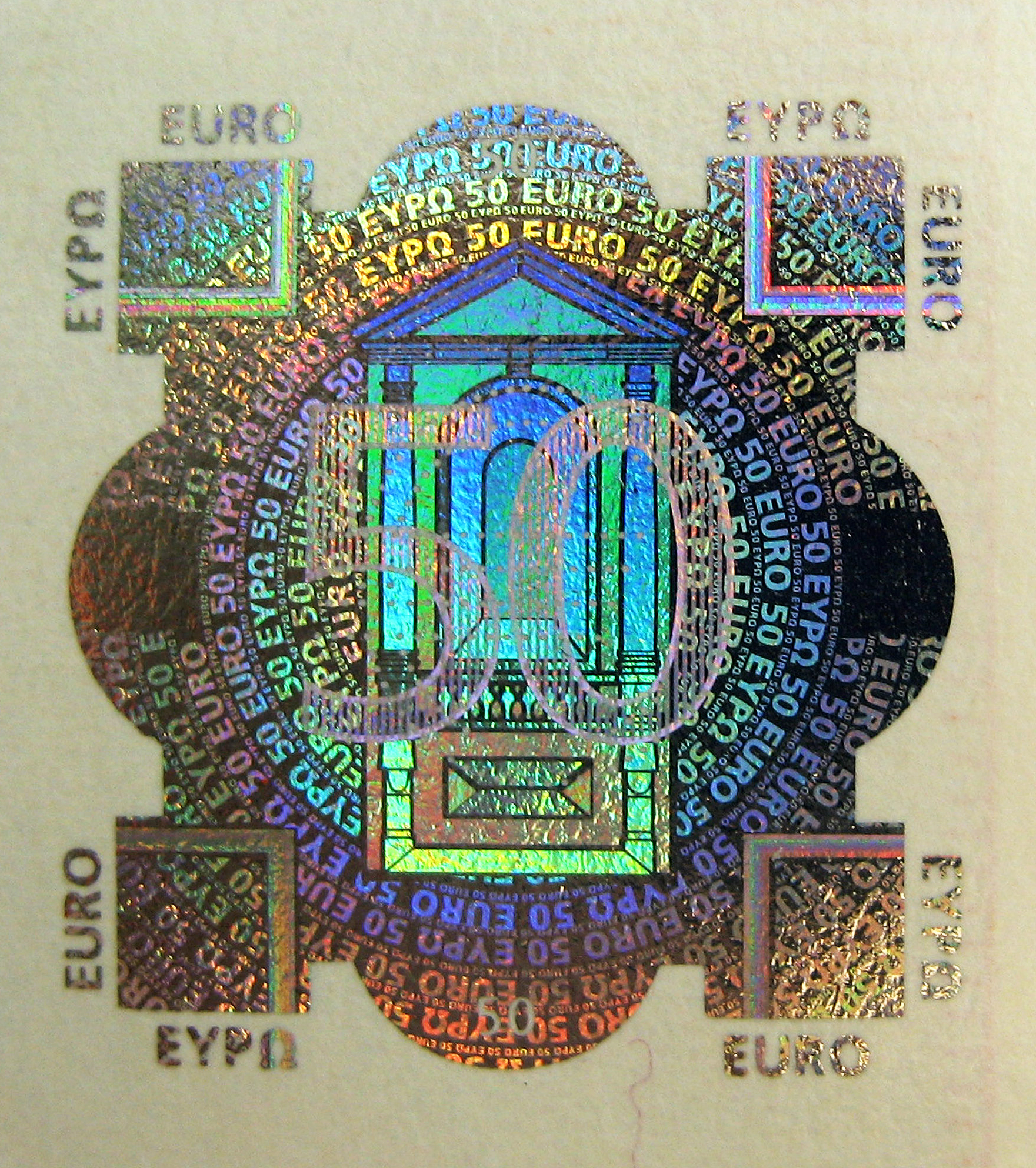
유로화 지폐에 사용된 아날로그 홀로그램

라미네이션은 현대 과학 기술의 기초가 되는 분야이다. 라미네이션 기술이 21세기 들어 다시 각광받는 이유는 인쇄전자, 태양전지 제작, 대면적 그래핀 제작, 홀로그램 제작 등 첨단기술에 필요한 핵심 공정이기 때문이다.
신용카드나 화폐 등의 복제 방지에 이용되는 홀로그램은 얇은 재질의 표면에 미세한 홈을 인쇄하는 방식으로 빛의 반사를 컨트롤하는데, 이러한 방식의 홀로그램을 아날로그 홀로그램이라 하며, 라미네이터를 이용하여 제작한다.
라미네이션은 전자장비와 디스플레이 등을 더 얇고 작게 만들기 위해 사용되는 필수적인 기술이기도 하다. 모바일 및 데스크탑 장비의 디스플레이 제작 및 인쇄전자 등의 분야에서 제작 비용을 낮추고 생산 효율을 높일 수 있는 기술이다.
인쇄전자의 대표적인 응용분야로 RFID 안테나 제작이 있는데, 대한민국에서는 지식경제부의 주관사업에서 2006년 라미네이션 기술을 이용해 RFID 롤코터 생산에 성공한 바 있다.
또한 2011년에는 홍병희 박사 등이 라미네이팅 공정을 이용해 대면적 그래핀 시험 제작에 성공한 바 있으나 제작비용 문제로 상용화에는 실패했다.

## 업계 현황
전세계적으로 라미네이션 관련 업체로는 미국의 GBC사와 독일의 Neschen, 영국의 D&K 등이 있으며, 대한민국에는 지엠피, 로얄소브린, 신일산업 등이 있다. 이중 지엠피는 한때 라미네이션 기계 부문에서 세계 시장 점유율 30%로 세계시장 1위를 차지한 일이 있다. 2012년경부터는 재정상태가 급속히 나빠졌으나 2016년 10월말 관리절차가 해제된 이후 2018년 흑자 전환과 무차입 경영에 성공했다.

## 참조문헌
- High-pressure laminates and compact laminates manufacturing processes as shown in Maica Laminates printed product catalogues
- McGraw-Hill Dictionary of Architecture & Construction
- McGraw-Hill Dictionary of Scientific & Technical Terms, 6E, Copyright © 2003 by The McGraw-Hill Companies, Inc.
- 차세대 신소재 그래핀의 기술동향 (산업은행 기술평가부)